# Матіас Оєвусі
Матіас Кехінде Оєвусі (англ. Mathias Oyewusi; 2 жовтня 1999, Джос, Нігерія) — нігерійський футболіст, нападник клубу «Валансьєн».

## Клубна кар'єра
Вихованець нігерійського футболу Матіас влітку 2018 року дебютував у складі словенської команди «Анкаран Хрватіні». Наступного року перейшов до іншої словенської команди «Білє» за яку відіграв наступні два роки.
У липні 2020 нігерієць перейшов до клубу «Гориця». Відіграв за команду з Нової Гориці 28 матчів у національному чемпіонаті.
У вересні 2022 року Оєвусі перейшов до литовського клубу «Жальгіріс» (Вільнюс). Дебютував у матчі за Суперкубок Литви проти команди  «Судува» в якому вільнюсці поступились по пенальті. 5 липня 2022 дебютував у Лізі чемпіонів проти косоварського клубу «Балкані». Разом із клубом дійшов до третього кваліфікаційного раунду, де поступились за сумою двох матчів норвезькому «Буде-Глімт» 1–6. вибули вільнюсці і з Ліги Європи поступившись болгарському «Лудогорецю». На груповому етапі Ліги конференцій нігерієць як і команда в цілому себе не проявила посівши останнє місце.
Сезон 2023 розпочався матчем за Суперкубок Литви, де цього разу переграли по пенальті «Кауно Жальгіріс». Матіаса на 82-й хвилині замінив ісландець Аудні Вільг'яульмссон. 27 червня 2023 Оєвусі записав до свого активу перший хет-трик в матчі проти того ж таки «Кауно Жальгіріс». За підсумками чемпіонату нігерієць став найкращим бомбардиром маючи в своєму активі 19 забитих м'ячів.
У листопаді 2023 Матіас підписав п'ятирічний контракт із французьким клубом «Валансьєн», кольори якого наразі і захищає.

## Титули і досягнення
«Жальгіріс»
- Володар Кубка Литви: 2022
- Чемпіон Литви: 2022
- Володар Суперкубка Литви: 2023

Особисті
- Найкращий бомбардир чемпіонату Литви (1): 2023